# Statejra II
Stateira II (gr. Στάτειρα) – córka Statejry I i jej brata-męża Dariusza III, króla perskiego z dynastii Achemenidów. Była siostrą Drypetis i wnuczką Sysygambis. W młodości była zaręczona z Mazaeusem, który zmarł w 328 p.n.e.
Została wzięta do niewoli przez Aleksandra III Macedońskiego razem ze swoją matką, siostrą i babką. W 324 p.n.e., podczas wesela w Suzie poślubiła Aleksandra, po jego śmierci została zamordowana na polecenie jego pierwszej żony – Roksany, księżniczki baktryjskiej (w 323 p.n.e.).
Nazywana również była imieniem Barsine, ale nie należy mylić jej z inną Barsine – kochanką Aleksandra Macedońskiego.